# Athyreus fritzi
Athyreus fritzi es una especie de coleóptero de la familia Geotrupidae.

## Distribución geográfica
Habita en Argentina.